# Wioletta Wojtasik
Wioletta Wojtasik, po mężu Oziemska (ur. 7 września 1973) – polska lekkoatletka (sprinterka), mistrzyni Polski.

## Życiorys
Była zawodniczką Radomiaka Radom i AZS-AWF Warszawa.
Na mistrzostwach Polski seniorów na otwartym stadionie zdobyła osiem medali, w tym dwa złote w sztafecie 4 x 100 metrów (1995, 1998, dwa złote w sztafecie 4 x 400 metrów (1995, 1996) srebrny w biegu na 400 metrów w 1998 oraz trzy srebrne w sztafecie 4 x 400 metrów (1993, 1997, 1998). W 1995 została halową wicemistrzynią Polski seniorek w biegu na 400 metrów, na tym samym dystansie zdobyła także dwa brązowe medale halowych mistrzostw Polski (1999, 2000).    
Rekordy życiowe:
- 200 m – 24,46 (04.06.2000)
- 400 m – 53,92 (08.08.1999)
- 400 m ppł – 62,33 (25.06.1995)